# Estación Carlos Casares
Carlos Casares es una estación ferroviaria de la ciudad homónima, Provincia de Buenos Aires, Argentina. 
La estación corresponde al Ferrocarril Domingo Faustino Sarmiento de la red ferroviaria argentina.

## Servicios
Sus vías están concesionadas a la empresa de cargas Ferroexpreso Pampeano.
El 11 de febrero de 2020, la empresa Trenes Argentinos Operaciones envió un tren de prueba a esta estación.
Esta estación, está contemplada para su reapertura cuando se extienda el servicio hasta Pehuajó.
Tras finalizar una serie de obras en el edificio de la estación, se anunció en algunos medios el retorno del servicio para fines de 2021, cuyas primeras pruebas se anunciaron para fines de noviembre de 2021. Finalmente, el 26 de julio de 2022 se realizó la marcha blanca del servicio de pasajeros de la línea Sarmiento que conectó, luego de 7 años, la estación de Once con la ciudad de Pehuajó, recuperando las estaciones intermedias de 9 de julio y Carlos Casares.
No presta servicio de pasajeros desde octubre de 2024.

## Ubicación
Se encuentra ubicada a 302,9 km al sudoeste de la estación Once.

## Toponimia
Debe su nombre a Carlos Casares, gobernador de la Provincia de Buenos Aires entre 1875 y 1878.